# Ion Iancu Lefter

Sculptorul Gheorghe Alupoae lucrând bustul lui Ion Iancu Lefter

Ion Iancu Lefter (n. 28 septembrie 1940, Gura Albești, județul Vaslui, d. 1 martie 1990, Vaslui) a fost un poet român.

## Biografie
S-a născut într-o familie de răzeși din localitatea Gura-Albești, comuna Abești, județul Vaslui. A urmat studiile primare și gimnaziale în satul natal. A încercat să se înscrie la școala de ofițeri de la Predeal, dar a fost respins deoarece nu a avut înălțimea corespunzătoare. Astfel se înscrie și absolvă în anul 1958 Liceul Teoretic „Mihail Kogălniceanu” din Vaslui. După liceu a intrat ca profesor suplinitor în învățământ și a urmat cursurile Institutului Pedagogic din Bârlad pentru doi, devenind învățător, dar nu a profesat niciodată ca învățător. A fost profesor suplinitor în câteva localități din Moldova și Dobrogea, iar în acest timp urmează, la fără frecvență, cursurile Facultății de Filologie a Institutului Pedagogic de 3 ani din București pe care le-a absolvit în anul 1971, iar în calitate de profesor de Limba și literatura română a funcționat la Școala Generală Nr. 3 din Vaslui.
De-a lungul vieții a avut multe alte slujbe, a fost șeful stației de radioamplificare Vaslui, a fost inspector la Comitetul de Cultură și Artă din județul Vaslui, bibliotecar și chiar supraveghetor de sală la Întreprinderea Cinematografică, redactor la ziarul Satul socialist din Bacău și Vremea nouă din Vaslui. A fost membru al cenaclurilor literare din județ și a colaborat la Flacăra Iașului, Luceafărul, Gazeta literară, Contemporanul etc.
A început să scrie în perioada liceului, iar intrarea sa în literatură a fost întâmpinată de George Călinescu, la 16 februarie 1962, în Cronica optimistului din revista Contemporanul, astfel: Fervent, cultivând fraza psalmodică de tip witmanian, Ion Iancu Lefter e o pădure de vise, cu crengile mai încâlcite din cauza, vorba colegului său (Ion Murgeanu), furtunii de elanuri constructive care trece prin ea. Amândoi merită un bine-ai venit.
Debutul editorial a avut loc în anul 1969 cu volumul de versuri Sărut.
În anul 1990, a sprijinit pe fondatorii publicații culturale Gazeta de Est, Dan Ravaru, Paul Munteanu și Ioan Parfeni. Primul număr a apărut la 16 februarie 1990.
La 1 martie 1990, Ion Iancu Lefter a fost accidentat mortal, chiar pe trecerea de pietoni din centrul orașului, de un polițist aflat în stare de ebrietate la volanul unei mașini. A fost înmormântat în cimitirul din satul natal.

## Opera
Antume
- Sărut, Editura Luceafărul, București, 1969
- Starea de duminică, Editura Junimea, Iași, 1982
- Coroana de spice, Editura Ion Creangă, București, 1985
- Săgetarea cerbului, Editura Cartea românească, București, 1988
- Gloria ierbii, Editura Albatros, București, 1989

Postume
- Apoteoza lacrimei, editat de Comitetul pentru Cultură și Centrul Creației Populare, 1997
- Arătura, la Editura Junimea, Iași, 2000
- Trenul de noapte, la Editura Albatros, București, 2000
- Cele mai frumoase poezii, la Editura Cronica, 2002
- Spre Golgota, Editura Artpres, Timișoara, 2005.

## Distincții
În anul 2000, la a șaptea ediție a Festivalului Internațional de Poezie „Drumuri de spice” care are loc anual în localitatea Uzdin, Banatul de Sud din Iugoslavia, în mod execepțional, juriul a acordat unui poet onoruri literare post-mortem, conferindu-i poetului vasluian Ion Iancu Lefter o „Mențiune Specială” și „Diploma Societății Literar-Artisitice "Uzdin"”.